# Dipartimento di Dos de Abril
Dos de Abril è un dipartimento argentino, situato nella parte sud-occidentale della provincia del Chaco, con capoluogo Hermoso Campo.

## Geografia fisica
Esso confina con i dipartimenti di Doce de Octubre, Mayor Luis Jorge Fontana e Fray Justo Santa María de Oro.

## Società

### Evoluzione demografica
Secondo il censimento del 2001, su un territorio di 1.594 km², la popolazione ammontava a 7.435 abitanti, con una diminuzione demografica dell'1,16% rispetto al censimento del 1991.

## Amministrazione
Nel 2001 il dipartimento comprendeva il solo comune (municipio in spagnolo) di Hermoso Campo.